# Ташимов, Лесбек Ташимович
Лесбе́к Таши́мович Таши́мов (каз. Лесбек Тәшімұлы Тәшімов; 27 декабря 1949, Сайрамский район, Южно-Казахстанская область — 30 июня 2020, Шымкент) — казахстанский общественный деятель, доктор технических наук (1999), профессор, академик Национальной академии образования имени Ибрая Алтынсарина (с 2006). Заслуженный работник Республики Казахстан (1999).

## Биография
Родился в посёлке Мадани Сайрамского района Южно-Казахстанской области (ныне — Туркестанская область Казахстана). Оканчивал среднюю школу имени М. Ауэзова в Тюлькубасском районе. Происходит из рода Шымыр племени дулат.
В 1966 году начал трудовую деятельность в качестве воспитателя в профессионально-техническом училище № 69 Кызылорды. Кандидат в мастера спорта СССР по боксу.
В 1967 году поступил в педагогический институт имени Н. В. Гоголя в Кызылорде на специальность «математика», по окончании учёбы в 1971 году преподавал в Кызылординском городском профессионально-техническом училище № 152, а также в средней школе «1 Мая». С 1977 года — старший преподаватель кафедры «Физика и математика» Кызылординского отделения Жамбылского института гидромелиоративного строительства.
С 1981 года — исследователь в Московском авиационном институте, где в 1983 году защитил кандидатскую диссертацию по теме «Резонансные задачи устойчивости нелинейной механики». В период 1983—1993 годов — старший преподаватель кафедры «Высшая математика», заместитель декана факультета «Инженерное строительство», заведующий кафедрой «Прикладная и вычислительная математика» в Казахском химико-технологическом институте. В 1993 году назначен первым заместителем руководителя Департамента образования Южно-Казахстанской области, а в 1994 году — первым проректором Шымкентского педагогического и физкультурного института.
С 1996 года — первый проректор Южно-Казахстанского гуманитарного университета, советник президента Международного казахско-турецкий университета имени Ходжи Ахмеда Ясави (МКТУ имени Х. А. Ясави) в 1997—1998 годах, директор Шымкентского отделения МКТУ имени Х. А. Ясави по 2003 год, затем его вице-президент и с 2008 года — президент. Выйдя на пенсию, был директором института математики и механики при ЮКГУ имени М. Ауэзова. С 2014 — директор представительства Национальной академии наук Республики Казахстан по Туркестанской области.
В 1999 году на докторском совете Казахстанского государственного университета в Шымкенте защитил докторскую диссертацию по теме «Конвективный тепло- и массообмен в плёночных аппаратах химической технологии». С того же года избирался депутатом областного маслихата Южно-Казахстанской области, повторно — в 2011 году. С 2016 года — депутат Южно-Казахстанского областного маслихата.
Скончался в 2020 году.

## Награды и звания
- почётная грамота Министерства науки Республики Казахстан (1994)[1]
- нагрудный знак «Деятель спорта Республики Казахстан» (1998)[1]
- «заслуженный работник Республики Казахстан» (1999)[1]
- орден ЮНЕСКО «Золотая корона» за научные достижения (2005)[1]
- академик Национальной академии образования имени Ибрая Алтынсарина (2006)[1]
- нагрудный знак «Заслуженный деятель спорта Республики Казахстан» (2007)[3]
- нагрудный знак «Ыбырай Алтынсарин» (2007)[3]
- орден Курмет (2007)[7]
- орден «За заслуги перед тюркским миром» (2008)[3]
- «почётный академик Национальной академии наук РК» (2008)[3]
- премия «Имя в науке» (Великобритания, Оксфордский университет) 2008 года[3]
- медаль «За вклад в мировую науку» (2008)[3]
- медаль «25 лет независимости Республики Казахстан» (2016)[3]
- орден Парасат (12 декабря 2017 года)[8]

## Научные, литературные труды
Автор двух монографий, в том числе «Некоторые задачи устойчивости нелинейных резонансных систем», изданной в 1990 году. Также автор более 60 научно-методических работ. Несколько статей были опубликованы за рубежом в США, также в Чехии, Турции, Великобритании, Индии.

## Семья
- Женат, имеет двух сыновей, дочь[4] и пятерых внуков[1].